# صنعت خودروسازی اسپانیا

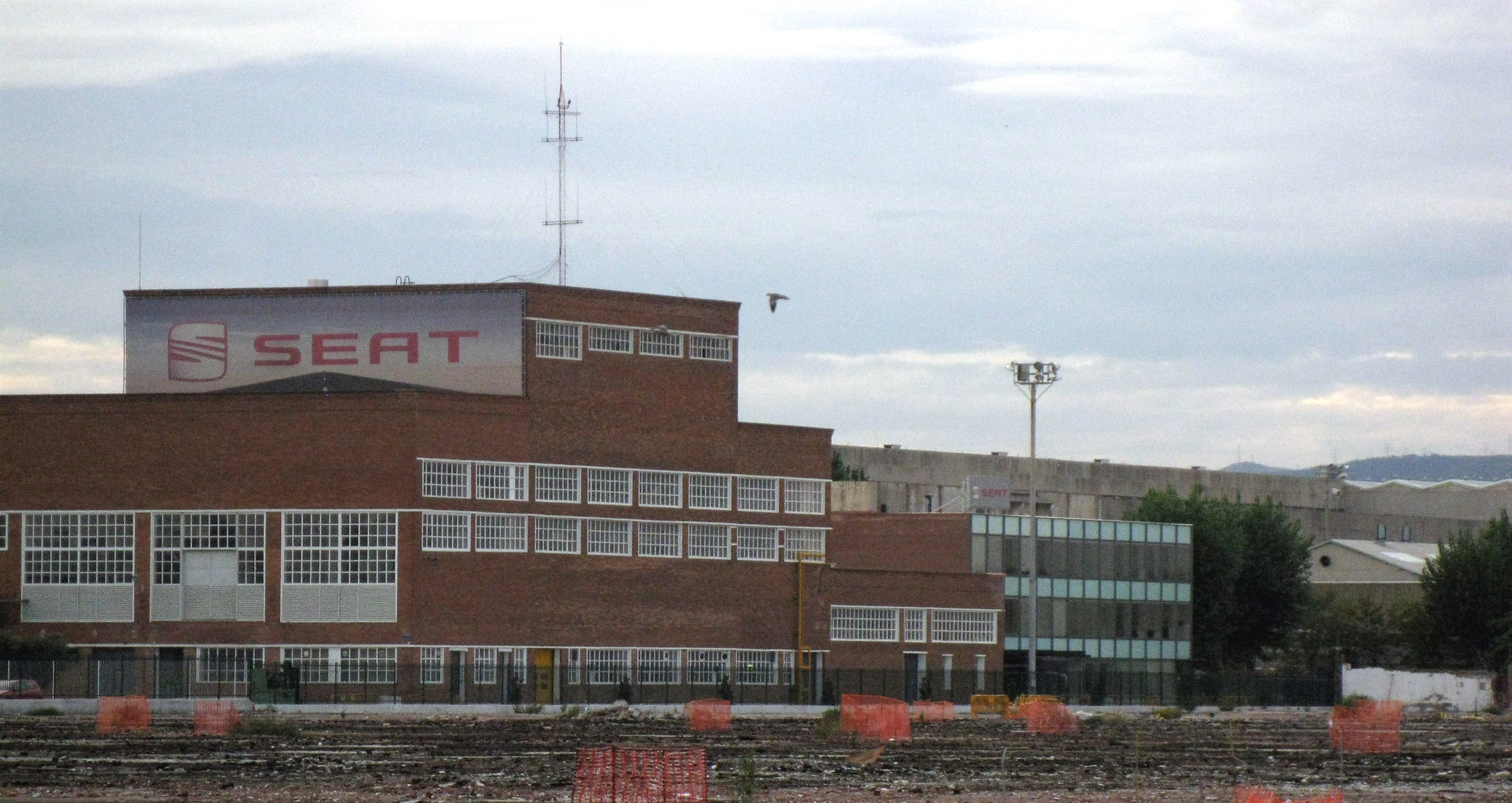
محوطه قدیمی شرکت سیات، ساخته شده در دهه ۱۹۵۰

صنعت خودروسازی اسپانیا (به انگلیسی: Automotive industry in Spain) در سال ۲۰۱۵، با تولید ۲٫۷ میلیون خودرو، اسپانیا را به هشتمین کشور بزرگ تولیدکننده خودرو در جهان و دومین خودروساز بزرگ اروپا پس از آلمان تبدیل کرد که در رتبه‌بندی سال ۲۰۲۴، این رتبه را همچنان در اختیار داشت. حدود ۸۰ درصد از این تولیدات، صادر می‌شود. در نیمه اول سال ۲۰۱۶، با صادراتی به ارزش بیش از ۲۴ میلیارد یورو در آن دوره، صنعت خودرو ۱۸٫۹ درصد از کل صادرات اسپانیا را به خود اختصاص داد.
در سال ۲۰۱۶، ۸٫۷ درصد از تولید ناخالص داخلی اسپانیا توسط صنعت خودروسازی ایجاد شد که حدود ۹ درصد از کارگران صنعت تولید را به کار گمارده بود.
در مجموع، ۱۳ کارخانه خودروسازی در اسپانیا وجود دارد. که توسط یک صنعت بومی شکوفا شده قطعات خودرو، از جمله شرکت‌های چندملیتی اسپانیایی همچون گستامپ و آنتولین که به سرعت در حال رشد هستند، پشتیبانی می‌شوند. سالانه بیش از دو میلیون موتور خودرو در اسپانیا تولید می‌شود. کارخانه‌های اصلی تأسیس شده در این کشور: مرسدس بنز گروه AG (کارخانه تولیدی در بیتوریا)، فورد (کارخانه آن که در آلموسسافس قرار دارد، بزرگ‌ترین کارخانه فورد در اروپا است)، استلانتیس (در ویلاورد در مادرید، فیگروئلاس و بیگو)، رنو (با کارخانه‌هایی در پالنسیا و وایادولید و همچنین یک کارخانه گیربکس سازی در سویل)، سیات (مارتری)، فولکس‌واگن (پامپلونا) هستند.